# Извор Кумпула
Извор Кумпула се налази на Фрушкој гори, недалеко од Бајк Парка Буковац.
До извора се долази одвајањем са пута до парка или из села Буковац, улицом Горња Барања, па даље до извора пешке.